# Chaka Demus & Pliers
Chaka Demus & Pliers – jamajski duet reggae składający się z deejaya Chaki Demusa (właśc. John Taylor, ur. 16 kwietnia 1963) i wokalisty Pliersa (właśc. Everton Bonner, ur. 4 kwietnia 1963), wykonawca m.in. przeboju "Tease Me".

## Dyskografia
- Bad Mind (1992)
- Gold (1992)
- Gal Wine Wine Wine (1992)
- All She Wrote (1993)
- Ruff This Year (1993)
- Tease Me (1993)
- Consciousness A Lick  (1996)
- Dangerous (2001)
- Help Them Lord  (2001)
- Trouble And War  (2004)
- Back Against The Wall (2005)
- Proud (2008)